# Viticoltura in Toscana
(Leonardo da Vinci)
La viticoltura in Toscana è l'insieme delle attività di coltivazione di uva e produzione di vino svolte nella regione.

## Storia
Varie tracce fossili di “Vitis Vinifera” rinvenute nei travertini di San Vivaldo e nei pressi di Montevarchi fanno presupporre che questa pianta sia presente in Toscana da almeno 2 milioni di anni.
L’attività della vinificazione in Toscana trae certamente origine dagli etruschi che abitarono l'Italia centrale. Il vino prodotto dagli etruschi è rimasto famoso nella storia ed apprezzato in molte aree del Mediterraneo.
Il susseguente dominio romano raffinò le tecniche di vinificazione, e il vino si trasformò da bevanda dei privilegiati a bevanda di largo consumo, fino al punto di essere considerata come rimedio medico e segreto di lunga vita. L’incremento della vinificazione contribuì alla diffusione di vari mestieri, valorizzando la tradizione degli artigiani locali e dando una spinta considerevole all'economia della Toscana.
In età imperiale il settore vitivinicolo non si sviluppò, registrando perfino un regresso nell’alto medioevo per le incessanti lotte di potere. Una netta ripresa della viticoltura toscana si ebbe poi attorno al 1100 con la nascita di vigneti sparsi in diverse zone. Nel cuore della stessa Firenze, nei pressi di Santa Maria Novella, esistono via della “Vigna Vecchia” e via della “Vigna Nuova”. 
Nel 1282 a Firenze i negozianti di vini si costituirono nella corporazione della Arte dei Vinattieri, e sempre in quel periodo si ebbero notizie sui vitigni Greco, Trebbiano, Malvasia, Aleatico. 
Nel ‘500 Sante Lancerio segnala la Vernaccia di San Gimignano, i Moscatelli di Porto Ercole e l’eccellente Montepulciano. Nel Bacco in Toscana, pubblicato da Francesco Redi nel 1685, è possibile ritrovare ulteriori valutazioni sui vini della regione. Successivamente, dopo la metà del ‘700, la viticoltura e l’agricoltura in generale fecero un salto di qualità con la nascita dell’Accademia dei Georgofili; socio di quest’associazione fu anche Bettino Ricasoli che a fine ‘800, nelle sue cantine di Brolio, studiò con quali uvaggi ottenere un vino più moderno rispetto all’antico “Vermiglio”, eccessivamente corposo e denso. La sua impresa riuscì, facendo sì che la Toscana fosse la prima regione italiana a produrre un vino rosso da pasto con caratteristiche apprezzate dai consumatori. Da allora, dopo il Falerno dell’antichità, il Chianti è il vino che ha saputo procurarsi la più rilevante reputazione internazionale.

### Economia e produzione
In base ai dati ARTEA, la superficie vitata della regione Toscana è di circa 57942 ettari gestiti da 23.288 aziende, con una produzione di circa 3.726.118 quintali d'uva, che equivalgono a circa 2.777.595 ettolitri di vino.
In base ai dati ISTAT del 2015, il vino esportato dall'Italia è al 17% toscano, per un valore di 902 milioni di euro. Nel periodo 2010-2015 l'export toscano è cresciuto del 9%.
La produzione di vino in Toscana è ripartita in tre categorie produttive principali: aziende agricole, cantine sociali e cantine industriali. La vendita ad imprese industriali interessa circa il 6% dell'uva prodotta, quello alle cantine sociali il 17%, mentre la restante parte viene vinificata direttamente in azienda oppure venduta ad altre aziende agricole. 

### Vivaismo viticolo
Nella provincia di Pisa il vivaismo viticolo trova le sue origini verso la fine della prima guerra mondiale, ad opera di un viticoltore veneto trasferitosi nei dintorni di Cenaia a causa degli eventi bellici. L'abbondante presenza di vegetazione e le favorevoli condizioni climatiche consentirono lo sviluppo di una ragguardevole attività vivaistico-viticola, che finì per interessare più comuni della provincia; la relativa produzione, inizialmente destinata alla viticoltura locale, trovò un mercato sempre più ampio fino ad essere anche esportata in alcuni Stati europei (Germania, Svizzera, Austria).

## Zone di produzione
La Toscana presenta numerose zone di produzione viti-vinicola che con le loro caratteristiche fisiche e climatiche influiscono sulla qualità del prodotto finale.

### Chianti
Si trova tra Firenze e Siena in un panorama collinoso dalle caratteristiche uniche; la presenza di centri abitati arroccati in cima ai colli, le numerose piantagioni di olivi e vigne creano un paesaggio molto suggestivo. Il vino più caratteristico dell'area è appunto il Chianti, che negli anni ha saputo evolversi passando dall'essere un vino da pasto servito nei famosi fiaschi impagliati ad un vino che spicca nella scena internazionale. Il Sangiovese è il vitigno da cui si parte per ottenere il Chianti.

### Carmignano
L'area di coltivazione si estende nella fascia collinare dei comuni pratesi di Carmignano e Poggio a Caiano, situati sulla sponda destra del fiume Arno e alle pendici orientali del monte Albano. Nella zona viene prodotto l’omonimo vino Carmignano.

### San Gimignano
è un piccolo centro in provincia di Siena dalle caratteristiche tipiche del territorio. Arroccato in cima a un  poggio, dà il nome al più conosciuto vino bianco della Toscana: la Vernaccia di San Gimignano; il termine “vernaccia” sembra derivare dal latino “vernaculus”, con il significato di "locale" o "del posto".

### Montalcino
si tratta di una piccola zona, in un territorio di produzione con una superficie di circa 244 chilometri quadrati delimitato dalle valli dei fiumi Orcia, Asso e Ombrone, nella quale viene prodotto il celebre Brunello di Montalcino. Il paese di Montalcino è un piccolo borgo in provincia di Siena di origine etrusca, dove vengono inoltre prodotti il Rosso di Montalcino, il Moscadello e il Sant’Antimo.

### Montepulciano
si tratta sempre di un piccolo borgo di origine etrusca ai confini con l’Umbria. Qui il sangiovese viene chiamato “prugnolo gentile” ed è la base per la produzione di un altro rinomatissimo vino: “Il vino nobile di Montepulciano”; oltre a quest'ultimo vengono prodotti nella zona il Rosso di Montepulciano e il Vin Santo di Montepulciano.

### Val di Chiana e Cortona
zone della provincia di Arezzo. Il terreno è formato dalla disgregazione del “macigno toscano” e da sedimenti marini; qui vengono prodotti vini ottenuti da monovitigni.

### Val d'Orcia
è una zona vitivinicola molto giovane situata tra Siena e Grosseto, che ha ottenuto il riconoscimento DOC nel 2000. Si producono vini bianchi, rossi, novelli e vin santi.

### Colli di Luni
zona di grande interesse enogastronomico condivisa con la regione Liguria, estesa nelle province di Massa-Carrara e La Spezia, prende il nome dalla Lunigiana. Nella zona spiccano i vitigni del Vermentino.

### Candia
zona ai piedi del monte Oliviero dove viene estratto il famoso marmo bianco. I vigneti sono disposti su ripidi pendii, molto difficili da raggiungere.

### Montecarlo
comune della provincia di Lucca dove si producono degli ottimi vini bianchi da vitigni di origine francese, quali Roussane, Sémillon, Sauvignon e Pinot bianco, presenti in questo territorio fin dal 1800.

### Pomino
è piccola frazione in provincia di Firenze, tra le zone più interessanti dal punto di vista vitivinicolo della Toscana, già famosa nel 1700 per la qualità dei vini prodotti da vitigni francesi. Oggi non sono solo i vini bianchi che raggiungono un'eccellente qualità, ma si producono anche ottimi vini rossi.

### Bolgheri
piccolissima zona nel comune di Castagneto Carducci dove si produce uno dei vini più pregiati e conosciuti nel panorama internazionale. Il Sassicaia, vino rosso a base di Cabernet Sauvignon, è famoso per le sue eccelse caratteristiche organolettiche.

### Isola d'Elba
isola della provincia di Livorno dove si producono interessanti vini quali Aleatico, Ansonica e Vin Santo. La pratica della viticoltura è abbastanza impegnativa per la natura scoscesa del territorio.

### Val di Cornia
la Val di Cornia parte dalla costa di fronte all’isola d’Elba e prosegue verso l’interno. Nel panorama vitivinicolo si tratta di una nuova generazione.

### Val d’Arbia
zona della provincia di Siena dove si producono Chianti e Vin Santi.

### Provincia di Grosseto
Il Grossetano è un'ampia zona vitivinicola dove si producono numerosi vini: dal vitigno Sangiovese "dall’acino piccolo" si produce il Morellino di Scansano DOCG. Esistono altri otto vini DOC: Bianco di Pitigliano, Parrina, Ansonica Costa dell'Argentario, Monteregio di Massa Marittima, Sovana, Capalbio e Montecucco.

## Tipologie di terreno coltivabile
Le varie tipologie di vitigno sono molto influenzate dal tipo di terreno in cui sorgono, che può presentare diverse caratteristiche morfologiche:
- Terreni sabbiosi dai quali si ottengono vini profumati ma di scarsa struttura, con veloce perdita del colore;
- Terreni ricchi di tufo da cui si hanno vini più marcati e intensi di colore, con un corpo più robusto;
- Terreni argilloso-calcarei, che donano una completezza e una complessità superiori, sottigliezze nei profumi e colori brillanti;
- Terreni calcarei e fertili che producono vini alcolici con minor sapore;

È da segnalare anche il "galestro" (tipologia di roccia che tende a sfaldarsi in lastre sottili), che dà anche il nome a un vino bianco che nasce proprio su questo tipo di terreno, presentando caratteristiche di vino chiuso e profondo, difficile da bere giovane ma sicuramente ottimo per l’invecchiamento.

## Vitigni
I vitigni toscani si possono distinguere in base alle differenti forme e colori dei chicchi d'uva, del grappolo e delle foglie, oltre che per i differenti periodi di maturazione e per le diverse caratteristiche organolettiche dei vini da essi ottenuti. Esistono diverse varietà di vitigni, ognuno con la sua storia e le sue particolarità.

### Autoctoni
| Vitigno                    | Bacca  | Descrizione | Immagine |
| -------------------------- | ------ | --- | -------- |
| Canaiolo                   | Nera   | la sua origine risale al 1300 con il nome di Uva Canjuola. Il nome sembra che derivi dal fatto che il periodo dell’invaiatura cade nel periodo della canicola (24 luglio-24 agosto), oppure dal caratteristico sentore amarognolo che ricorda la rosa canina. In Toscana è diffuso principalmente nell’area del Chianti Classico, Montepulciano, Carmignano, San Gimignano, Lucca. Difficilmente si trova il Canaiolo in purezza; dà origine a un vino con un buon tenore alcolico, corposo e morbido con aromi di frutta rossa. |          |
| Ciliegiolo                 | Nera   | il suo nome deriva dal caratteristico aroma di ciliegia. Potrebbe essere stato importato dalla Spagna, infatti viene anche definito “Ciliegiolo di Spagna”. In Toscana è presente nella provincia di Lucca, nel Chianti e soprattutto in Maremma, per un totale di 800 ettari. Dà origine ad un vino di colore intenso, corposo, alcolico e morbido, a volte carente di acidità. |          |
| Colorino                   | Nera   | probabilmente l’origine risale alla domesticazione di viti selvatiche avvenuta secoli fa; è una varietà quasi mai prodotta in purezza, ma utilizzata come vitigno “migliorativo” per il colore e gli zuccheri. È diffuso in quasi tutta la Toscana, ad esclusione di Massa Carrara e Livorno. |          |
| Malvasia del Chianti       | Bianca | è principalmente conosciuto per aver fatto parte della ricetta originale del Chianti, completata da Bettino Ricasoli nel 1870. Veniva coltivata in vigneti misti con il Trebbiano, Sangiovese e Canaiolo. |          |
| Sangiovese                 | Nera   | Vitigno a bacca nera, è il più diffuso in Toscana. Entra negli uvaggi di diversi vini, tra i quali alcuni dei più prestigiosi: Carmignano, Chianti e Chianti Classico, Brunello di Montalcino, Vino Nobile di Montepulciano, Morellino di Scansano e molti altri meno conosciuti ma altrettanto pregevoli. |          |
| Trebbiano Toscano          | Bianca | è diffuso in quasi tutta la Toscana e viene utilizzato per la preparazione di diversi Vin santi (del Chianti, del Chianti classico, di Carmignano, di Montepulciano e dell’Elba). |          |
| Vernaccia di San Gimignano | Bianca | la prima testimonianza sulla varietà risale al 1276, e nel tempo è sempre stata prodotta esclusivamente nel comune di San Gimignano. Il nome potrebbe derivare da “vernaculus”, cioè “tutto ciò che proviene da un dato luogo”. Produce un vino bianco adatto anche ad un medio invecchiamento. |          |
| Vermentino                 | Bianca | il Vermentino toscano si sviluppa principalmente lungo tutta la costa; il vino ottenuto presenta leggere note di frutta fresca, agrumi e fiori bianchi. |          |

### Alloctoni

#### Uve a bacca rossa
- Aleatico
- Alicante
- Ancellotta
- Barbera
- Cabernet Franc
- Cabernet Sauvignon
- Canina Nera
- Ciliegiolo
- Colorino
- Malvasia Nera
- Merlot
- Pinot Nero
- Pollera Nera
- Prugnolo Gentile
- Schiava Gentile
- Syrah
- Vermentino Nero.

#### Uve a bacca bianca
- Albana
- Albarola
- Ansonica
- Biancone
- Canaiolo Bianco
- Chardonnay
- Grechetto
- Greco
- Livornese Bianca
- Malvasia Bianca di Candia
- Malvasia Bianca Lunga
- Malvasia del Chianti
- Moscato Bianco
- Pinot Bianco
- Pinot Grigio
- Sauvignon
- Semillon
- Trebbiano
- Trebbiano Toscano
- Vermentino
- Vernaccia di San Gimignano

## Vini

### DOCG
- Brunello di Montalcino (Rosso nelle tipologie normale e Riserva) prodotto nella provincia di Siena
- Carmignano (Rosso nelle tipologie normale e Riserva) prodotto nella provincia di Prato
  - Carmignano rosso prodotto anche nella provincia di Firenze
- Carmignano Vin Santo prodotto nella provincia di Firenze
  - Carmignano Vin Santo riserva
- Carmignano Vin Santo Occhio di Pernice prodotto nella provincia di Prato
- Chianti (Rosso nelle tipologie normale e riserva prodotto nelle province di Arezzo, Firenze, Pisa, Pistoia, Prato e Siena; con l'eventuale indicazione delle sottozone[1]
  - Chianti Classico nelle tipologie normale e riserva prodotto nelle province di Firenze e Siena[2][3]
  - Chianti Colli Aretini nelle tipologie normale e riserva prodotto nella provincia di Arezzo
  - Chianti Colli Senesi nelle tipologie normale e riserva prodotto nella provincia di Siena
  - Chianti Colli Fiorentini nelle tipologie normale e riserva prodotto nella provincia di Firenze
  - Chianti Colline Pisane nelle tipologie normale e riserva prodotto nella provincia di Pisa
  - Chianti Montalbano nelle tipologie normale e riserva prodotto nelle province di Firenze, Pistoia e Prato
  - Chianti Montespertoli nelle tipologie normale e riserva prodotto nella provincia di Firenze
  - Chianti Rùfina nelle tipologie normale e riserva prodotto nella provincia di Firenze
  - Chianti Superiore, prodotto in tutta l'area del Chianti eccetto che nella sottozona Classico.
- Montecucco Sangiovese prodotto nella provincia di Grosseto
  - Montecucco Sangiovese
- Morellino di Scansano (Rosso nelle tipologie normale e riserva) prodotto nella provincia di Grosseto dalla vendemmia 2007
- Vernaccia di San Gimignano (Bianco nelle tipologie normale e Riserva) prodotto nella provincia di Siena
- Vino Nobile di Montepulciano (Rosso nelle tipologie normale e Riserva) prodotto nella provincia di Siena
- Verduzzo (tipico toscano, d'alta qualità)

### DOC
- Ansonica Costa dell'Argentario prodotto nella provincia di Grosseto
- Barco Reale di Carmignano o Barco Reale prodotto nelle province di Firenze e Prato
- Bianco della Valdinievole prodotto nella provincia di Pistoia
  - Bianco della Val di Nievole
  - Bianco della Val di Nievole Vin Santo
- Bianco dell'Empolese prodotto nelle province di Firenze e Pistoia
  - Bianco dell'Empolese Vin Santo
- Bianco di Pitigliano prodotto nella provincia di Grosseto
  - Bianco di Pitigliano spumante
  - Bianco di Pitigliano superiore
- Bianco Pisano di San Torpè prodotto nella provincia di Pisa
  - Bianco Pisano di San Torpè Vin Santo
  - Bianco Pisano di San Torpè Vin Santo riserva
- Bianco Vergine della Valdichiana o Valdichiana prodotto nelle province di Arezzo e Siena
- Bolgheri prodotto nella provincia di Livorno
  - Bolgheri bianco
  - Bolgheri rosato
  - Bolgheri rosso
  - Bolgheri rosso superiore
  - Bolgheri Sauvignon
  - Bolgheri Vermentino
- Bolgheri Sassicaia prodotto nella provincia di Livorno
- Candia dei Colli Apuani prodotto nella provincia di Massa-Carrara
  - Candia dei Colli Apuani amabile
  - Candia dei Colli Apuani amabile frizzante
  - Candia dei Colli Apuani secco
  - Candia dei Colli Apuani secco frizzante
  - Candia dei Colli Apuani Vin Santo
- Capalbio prodotto nella provincia di Grosseto
  - Capalbio bianco
  - Capalbio cabernet sauvignon
  - Capalbio rosato
  - Capalbio rosso
  - Capalbio rosso riserva
  - Capalbio Sangiovese
  - Capalbio Vermentino
  - Capalbio Vin Santo
- Colli dell'Etruria Centrale prodotto nelle province di Arezzo, Firenze, Pisa, Pistoia, Prato e Siena
- Colli di Luni DOC interregionale prodotta nelle province di Massa-Carrara (Toscana) e di La Spezia (Liguria)
- Colline Lucchesi prodotto nella provincia di Lucca
- Cortona prodotto nella provincia di Arezzo
- Elba prodotto nella provincia di Livorno
- Montecarlo prodotto nella provincia di Lucca
  - Montecarlo bianco
  - Montecarlo rosso
  - Montecarlo rosso riserva
  - Montecarlo Vin Santo
  - Montecarlo Vin Santo Occhio di Pernice
  - Montecarlo Vin Santo Occhio di Pernice riserva
  - Montecarlo Vin Santo riserva
- Montecucco prodotto nella provincia di Grosseto
- Monteregio di Massa Marittima prodotto nella provincia di Grosseto
  - Monteregio di Massa Marittima bianco
  - Monteregio di Massa Marittima novello
  - Monteregio di Massa Marittima rosato
  - Monteregio di Massa Marittima rosso
  - Monteregio di Massa Marittima rosso riserva
  - Monteregio di Massa Marittima Vermentino
  - Monteregio di Massa Marittima Vin Santo
  - Monteregio di Massa Marittima Vin Santo Occhio di Pernice
  - Monteregio di Massa Marittima Vin Santo riserva
- Montescudaio prodotto nelle province di Livorno e Pisa
  - Montescudaio bianco
  - Montescudaio rosso
  - Montescudaio Vin Santo
- Morellino di Scansano (Rosso nelle tipologie normale e Riserva) prodotto nella provincia di Grosseto fino alla vendemmia 2006
- Moscadello di Montalcino prodotto nella provincia di Siena
- Orcia prodotto nella provincia di Siena
- Parrina prodotto nella provincia di Grosseto
  - Parrina bianco
  - Parrina rosato
  - Parrina rosso
  - Parrina rosso riserva
- Pomino prodotto nella provincia di Firenze
  - Pomino bianco
  - Pomino rosso
  - Pomino rosso riserva
  - Pomino Vin Santo bianco
  - Pomino Vin Santo rosso
- Rosso di Montalcino prodotto nella provincia di Siena
  - Rosso di Montalcino Vigna
- Rosso di Montepulciano prodotto nella provincia di Siena
- San Gimignano (Rosso nelle tipologie normale, Riserva e Novello) prodotto nella provincia di Siena
  - San Gimignano novello
  - San Gimignano rosato
  - San Gimignano rosso
  - San Gimignano rosso riserva
  - San Gimignano Vin Santo
  - San Gimignano Vin Santo Occhio di Pernice
- Sant'Antimo prodotto nella provincia di Siena
  - Sant'Antimo bianco
  - Sant'Antimo Cabernet Sauvignon
  - Sant'Antimo Chardonnay
  - Sant'Antimo Merlot
  - Sant'Antimo novello
  - Sant'Antimo Pinot Grigio
  - Sant'Antimo Pinot Nero
  - Sant'Antimo rosso
  - Sant'Antimo Sauvignon
  - Sant'Antimo Vin Santo
  - Sant'Antimo Vin Santo Occhio di Pernice
  - Sant'Antimo Vin Santo Occhio di Pernice riserva
  - Sant'Antimo Vin Santo riserva
- Sovana prodotto nella provincia di Grosseto
  - Sovana rosato
  - Sovana rosso
  - Sovana rosso riserva
  - Sovana rosso riserva Aleatico
  - Sovana rosso riserva cabernet sauvignon
  - Sovana rosso riserva Merlot
  - Sovana rosso riserva Sangiovese
  - Sovana rosso superiore
  - Sovana rosso superiore Aleatico
  - Sovana rosso superiore cabernet sauvignon
  - Sovana rosso superiore Merlot
  - Sovana rosso superiore Sangiovese
- Terratico Bibbona prodotto nella parte settentrionale della provincia di Livorno
- Val d'Arbia prodotto nella provincia di Siena
  - Val d'Arbia Vin Santo
- Val di Cornia prodotto nelle province di Livorno e Pisa
- Valdichiana
  - Valdichiana bianco vergine
  - Valdichiana bianco vergine frizzante
  - Valdichiana Chardonnay
  - Valdichiana Grechetto
  - Valdichiana rosato
  - Valdichiana rosso
  - Valdichiana Sangiovese
  - Valdichiana spumante
  - Valdichiana Vin Santo
  - Valdichiana Vin Santo riserva
- Vin Santo del Chianti prodotto nelle province di Arezzo, Firenze, Pisa, Pistoia, Prato e Siena
- Vin Santo del Chianti Classico prodotto nelle province di Firenze e Siena
  - Vin Santo del Chianti Classico Occhio di Pernice
- Vin Santo di Carmignano
  - Vin Santo di Carmignano Occhio di Pernice
  - Vin Santo di Carmignano Occhio di Pernice riserva
  - Vin Santo di Carmignano riserva
- Vin Santo Montepulciano prodotto nella provincia di Siena
  - Vin Santo Montepulciano Occhio di Pernice
  - Vin Santo Montepulciano riserva

### IGT
- Alta Valle della Greve nelle tipologie bianco, rosato, rosso rosso novello, prodotto nella provincia di Firenze.
- Colli della Toscana Centrale nelle tipologie bianco, rosato e rosso, prodotto nelle province di Arezzo, Firenze, Pistoia, Prato e Siena.
- Costa Toscana nelle tipologia bianco, anche nella tipologia frizzante, abboccato, dolce; rosso, anche nella tipologia abboccato e dolce; rosato, anche nella tipologia frizzante; novello; passito, (da uve appassite); vendemmia tardiva, (da uve stramature); prodotto nei comuni delle province costiere toscane indicati nel disciplinare.[4]
- Maremma Toscana nelle tipologie bianco, rosato e rosso, prodotto nella provincia di Grosseto.
- Toscano o Toscana nelle tipologie bianco, rosato e rosso, prodotto nell'intero territorio della regione Toscana.
- Val di Magra nelle tipologie bianco, rosato e rosso prodotto nella provincia di Massa Carrara.

### SuperTuscan
Vengono definiti SuperTuscan i vini rossi prodotti in Toscana che non rispettano, di proposito, le tradizionali regole di preparazione della regione ma utilizzano altri tipi d'uva, specialmente Cabernet Sauvignon in aggiunta (o al posto) del tradizionale Sangiovese, e pertanto non possono essere classificati come prodotti DOCG. Tali vini sono spesso fatti affinare in barriques per 12-14 mesi circa.